# Демковцы (Староконстантиновский район)
Демковцы (укр. Демківці) — село Староконстантиновского района Хмельницкой области Украины. Административно подчиняется Радковецкой сельской раде (совету) того же района (31127, Украина, Хмельницкая область, Староконстантиновский район, с. Радковцы).
Вблизи села берёт начало река Деревичка — одна из малых рек Украины, левый приток реки Случь.

## История
Первое документальное упоминание о селе — 7 декабря 1753 года — «Кольбушевская транзакция», согласно которой село входило в состав Староконстантиновской волости и находилось во владении землевладельцев князей Острожских.